# 西岡洋
西岡 洋（にしおか ひろし、1969年9月27日 - ）は、大阪府大阪市平野区出身の元プロ野球選手（投手）。

## 経歴
興南高では2年時から名幸一明とバッテリーを組み、1学年上の友利結らと活躍。1985年秋季九州大会県予選決勝に進みリリーフとして登板、友利につなぐが、上原晃を擁する沖縄水産高に惜敗。
1986年夏の沖縄大会は、決勝でまたも沖縄水産高に敗退し甲子園出場を逸する。この試合では登板機会がなかった。新チームとなり、エースとして同年の秋季九州大会県予選を勝ち抜き本大会に進むが、2回戦（初戦）で堀幸一のいた海星高に完封負け。
1987年夏も県予選で敗れ、甲子園には出場できなかった。
高校卒業後は、社会人野球の大阪ガスに入団。
1991年の都市対抗野球に住友金属の補強選手として出場。1回戦でリリーフとして登板、三菱自動車京都を相手に好投し勝利投手となる。準々決勝では先発し日立製作所を抑えて大会2勝目を飾る。しかし準決勝では東芝の丹波健二に2打席連続で同点となる本塁打を浴び、結局延長10回サヨナラ負けを喫する。秋の日本選手権では3試合に完投勝利して決勝でも先発したが惜敗し、敢闘賞。
1991年のプロ野球ドラフト会議でヤクルトスワローズから2位指名を受け入団。
1992年に野村克也監督からボールの切れが評価され、開幕時に抑えに抜擢されたが、制球が定まらずチャンスを逃した。その後サイドスローに転向し、スライダーを武器に主にワンポイントで起用される。
1996年オフに自由契約。
1997年に近鉄バファローズにテスト入団する。
1999年は自己最多の13試合に登板するが、同年オフに現役を引退した。
2000年から近鉄の打撃投手に転身。
2005年からはオリックス・バファローズでアシスタントスタッフ（打撃投手）を務めた。
2009年よりオリックスの野球教室講師を務めたのち、現在、幼稚園児から中学生までを対象にした野球塾16'S BASEBALL ACADEMYを主宰している。
私生活では1995年に女優の渡辺典子と結婚したが、1998年に離婚している。

## 詳細情報

### 年度別投手成績
| 年 度     | 球 団     | 登 板 | 先 発 | 完 投 | 完 封 | 無 四 球 | 勝 利 | 敗 戦 | セ 丨 ブ | ホ 丨 ル ド | 勝 率 | 打 者 | 投 球 回 | 被 安 打 | 被 本 塁 打 | 与 四 球 | 敬 遠 | 与 死 球 | 奪 三 振 | 暴 投 | ボ 丨 ク | 失 点 | 自 責 点 | 防 御 率 | W H I P |
| --------- | --------- | ----- | ----- | ----- | ----- | -------- | ----- | ----- | -------- | ----------- | ----- | ----- | -------- | -------- | ----------- | -------- | ----- | -------- | -------- | ----- | -------- | ----- | -------- | -------- | ------- |
| 1992      | ヤクルト  | 7     | 1     | 0     | 0     | 0        | 0     | 2     | 0        | --          | .000  | 69    | 14.1     | 14       | 4           | 12       | 0     | 1        | 8        | 0     | 0        | 16    | 16       | 10.05    | 1.81    |
| 1993      | ヤクルト  | 4     | 0     | 0     | 0     | 0        | 0     | 1     | 0        | --          | .000  | 10    | 2.0      | 1        | 0           | 3        | 0     | 0        | 3        | 0     | 0        | 3     | 3        | 13.50    | 2.00    |
| 1995      | ヤクルト  | 1     | 0     | 0     | 0     | 0        | 0     | 0     | 0        | --          | ----  | 7     | 1.0      | 4        | 0           | 0        | 0     | 0        | 2        | 0     | 0        | 3     | 3        | 27.00    | 4.00    |
| 1997      | 近鉄      | 1     | 0     | 0     | 0     | 0        | 0     | 0     | 0        | --          | ----  | 9     | 2.0      | 3        | 0           | 1        | 0     | 0        | 0        | 0     | 0        | 2     | 2        | 9.00     | 2.00    |
| 1998      | 近鉄      | 8     | 0     | 0     | 0     | 0        | 0     | 0     | 0        | --          | ----  | 21    | 4.1      | 5        | 1           | 3        | 1     | 0        | 2        | 0     | 0        | 2     | 2        | 4.15     | 1.85    |
| 1999      | 近鉄      | 13    | 0     | 0     | 0     | 0        | 0     | 0     | 0        | --          | ----  | 34    | 6.2      | 8        | 0           | 6        | 0     | 1        | 4        | 0     | 0        | 2     | 2        | 2.70     | 2.10    |
| 通算：6年 | 通算：6年 | 34    | 1     | 0     | 0     | 0        | 0     | 3     | 0        | --          | .000  | 150   | 30.1     | 35       | 5           | 25       | 1     | 2        | 19       | 0     | 0        | 28    | 28       | 8.31     | 1.98    |

### 記録
- 初登板：1992年4月5日、対阪神タイガース2回戦（神宮球場）、10回表に2番手で救援登板、1/3を1失点で敗戦投手
- 初奪三振：同上、10回表

### 背番号
- 37 （1992年 - 1996年）
- 54 （1997年 - 1999年）
- 114 （2000年 - 2004年） ※打撃投手
- 116 （2005年 - 2008年） ※打撃投手